# Stok Lacki-Folwark
Stok Lacki-Folwark – wieś w Polsce położona w województwie mazowieckim, w powiecie siedleckim, w gminie Siedlce. Ma status sołectwa.
W latach 1975–1998 miejscowość administracyjnie należała do województwa siedleckiego.
We wsi znajduje się zabytkowy Pałac Wyszomirskich z XIX wieku.
Wierni Kościoła rzymskokatolickiego należą do parafii św. Miłosierdzia Bożego w Siedlcach.